# Beta Librae
Beta Librae (β Librae, viết tắt là Beta Lib, β Lib), cũng được đặt tên là Zubeneschamali, là (bất chấp ký hiệu 'beta' của nó) ngôi sao sáng nhất trong chòm sao Hoàng đạo Thiên Bình. Từ những phép tính toán thị sai, có thể ước lượng khoảng cách của nó vào khoảng 185 năm ánh sáng (57 parsec) kể từ Mặt trời.
Cấp sao biểu kiến của ngôi sao này là 2.6. Theo Eratosthenes, Beta Librae được quan sát là sáng hơn cả sao Antares. Ptolemy, 350 năm sau, đã nói rằng nó cũng sáng như sao Antares. Sự không nhất quán có thể là do sao Antares đã trở nên sáng hơn, nhưng việc này vẫn chưa biết chắc chắn. Cũng có thể chỉ đơn giản là do Beta Librae là một sao biến quang, cho thấy một biến thiên ở hiện tại có độ lớn 0.03.

## Tên gọi
β Librae (Latinised to Beta Librae) được đặt tên theo cách định danh của Bayer.
Nó mang cái tên truyền thống Zubeneschamali /ˌzuːbənˌɛʃəˈmeɪli/ (các bản dịch ít phổ biến hơn là Zuben Eschamali, Zuben el Chamali, Zubenesch, Zubenelg), bắt nguồn từ tiếng Ả Rập ّالزُبَانَى الشَمَالِي (al-zubānā al-šamāliyy) có nghĩa là "Móng vuốt phương Bắc". Cái tên này có nguồn gốc từ thời lúc chòm Thiên Bình được coi là đại diện cho "Móng vuốt của chòm sao Thiên Yết". Cũng có cả Kiffa Borealis, bắt nguồn từ từ Ả Rập al-kiffah aš-šamāliyy "đĩa cân phía bắc (của cái cân)" và từ tương tự trong Tiếng Latinh Lanx Borealis. Vào năm 2016, Hiệp hội Thiên văn Quốc tế tổ chức ra một Nhóm làm việc với tên các ngôi sao (WGSN) để phân loại và tiêu chuẩn hóa các cái tên chính thức cho các ngôi sao. Nhóm WGSN chấp thuận cái tên Zubeneschamalicho ngôi sao này vào ngày 21 tháng 8 năm 2016 và do đó hiện tại nó đã được vào danh mục tên ngôi sao của IAU.